# KSR-5

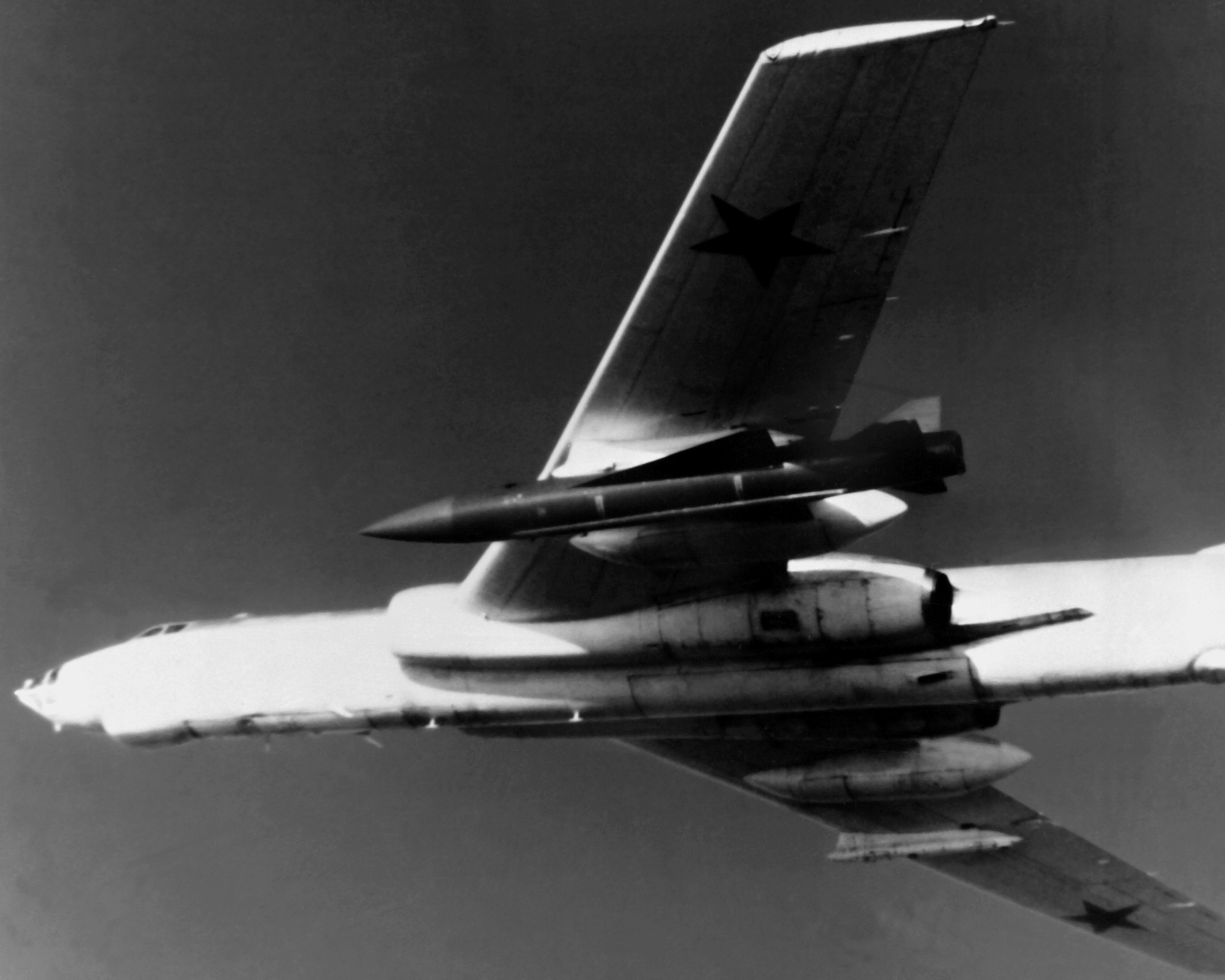
Tu-16 z pociskiem skrzydlatym KSR-5 pod skrzydłem

Raduga KSR-5 (AS-6 Kingfish) – skonstruowany w zakładzie projektowym Raduga radziecki ciężki pocisk rakietowy klasy powietrze-woda lub powietrze-ziemia, w tym przeciwradiolokacyjny.

## Historia
KSR-5 powstał jako pomniejszony analog pocisku Ch-22 przeznaczony dla samolotu Tu-16. Pocisk produkowano w trzech wersjach:
- KSR-5 – z głowicą burzącą i aktywnym radiolokacyjnym systemem naprowadzania, przeznaczona do zwalczania okrętów
- KSR-5P – z głowicą burzącą i pasywnym radiolokacyjnym systemem naprowadzania, przeznaczona do zwalczania stacji radiolokacyjnych.
- KSR-5N – z głowica jądrową i bezwładnościowym układem naprowadzania.

Pierwszą wersją produkowana seryjnie był przeciwokrętowy KSR-5 produkowany od 1966 roku i przenoszony przez samoloty Tu-16K26 i Tu-16K-10-26. Wstępne wskazywanie celu następowało przy pomocy stacji radiolokacyjnej Rubin (Tu-16K26) lub JeN (Tu-16K-10-26).
W 1972 roku do służby wprowadzono wersję przeciwradiolokacyjną KSR-5P, a później wyposażona w głowicę jądrową KSR-5N. Ostatnią wersja pocisku KSR-5 był cel latający KSR-5NM.

## Dane taktyczno-techniczne wersji KSR-5
- Masa: 3900 kg
- Masa głowicy bojowej: 700 kg
- Długość: 10,52 m
- Średnica kadłuba: 0,90 m
- Rozpiętość skrzydeł: 2,61 m
- Prędkość: 3200 km/h
- Zasięg do 240 km